# Reserva Zuni
La reserva Zuni també coneguda com a Pueblo de Zuni, és la llar dels zuñi tribu reconeguda federalment d'amerindis dels Estats Units. Es troba a la vall del riu Zuñi i principalment als comtats de McKinley i Cibola a l'oest de Nou Mèxic, uns 240 kilòmetres a l'oest d'Albuquerque. També hi ha diverses seccions no contigües més petites en Comtat d'Apache (Arizona), al nord-oest de la ciutat de St Johns. La part principal de la reserva limita amb l'estat d'Arizona a l'oest i la reserva índia Ramah Navajo cap a l'est. La reserva principal està envoltat de les Painted Cliffs, Zuñi Mountains i el Bosc Nacional Cibola.
La superfície total de la reserva és de 723.343 milles quadrades (1.873,45 km²). La població era de 7.758 habitants segons el cens dels Estats Units del 2000. Gairebé la totalitat de la població viu en la comunitat de la seu de la reserva a Zuni Pueblo, que es troba prop del centre de la reserva, o a la rodalia de Black Rock, per l'est.
Els Zuni també tenen terres de propietats al comtat de Catron, Nou Mèxic i al comtat d'Apache, Arizona, que no tenen frontera amb el reserva principal.
També en la reserva principal hi ha les ruïnes de Hawikuh. L'antic pueblo Zuni Hawikuh era el més gran de les Set Ciutats de Cibola. Va ser fundat al segle XIII i es va abandonar en 1680. També va ser el primer poble vist pels exploradors espanyols. L'explorador africà Estevanico va ser el primer no-natiu en arribar a aquesta zona.
La ciutat més gran de la reserva és Zuni Pueblo, seu del govern tribal. També a la reserva hi ha les ciutats de Black Rock i Pescado. Hi ha un campus de la branca de la Universitat de Nou Mèxic situat a Zuni.
La tribu Zuni és governada per un governador electe, el vicegovernador i un consell tribal de sis membres escollits cada quatre anys. El governador és el cap administratiu del Consell Tribal, que és l'òrgan de decisió final a la reserva. El consell supervisa les finances, les decisions de negocis, impostos i contractes.